# Péninsule des Terres Basses
Péninsule des Terres Basses är en halvö i den västra delen av Saint-Martin, 5 km väster om huvudstaden Marigot. 
På Terres Basses finns uddarna Pointe du Canonnier och Pointe Plum samt stupet Falaise des Oiseaux.